# Moussa Diagne
Cheikh Moussa Diagne (Guédiawaye, Senegal,  6 de marzo de 1994) es un jugador de baloncesto senegalés que actual equipo es el UCAM Murcia CB de la liga ACB de España. Con 2,11 metros de altura, juega en la posición de pívot.

## Carrera deportiva
Diagne comenzó a jugar al baloncesto muy tarde. En 2012 llegó al Baloncesto Fuenlabrada procedente de la Torrejón Basketball Academy y firmó por cinco temporadas. Disputó sus partidos con el Óbila de Ávila, de la LEB Plata, alternando los entrenamientos con la primera plantilla del Baloncesto Fuenlabrada.
En julio de 2015 fichó por el FC Barcelona, siendo cedido a la siguiente temporada al Baloncesto Fuenlabrada, club de origen. A mitad de curso es recuperado por el FC Barcelona.
En los dos períodos distintos defendiendo la camiseta del FC Barcelona (2015-16 y 2016-17), disputó 10 partidos de Euroliga.
En agosto de 2017 nuevamente es cedido, esta vez, al Morabanc Andorra. 
En julio de 2018, se desvincula del club azulgrana siendo jugador de pleno derecho del Morabanc Andorra, con el que firma por dos años.
En la temporada 2021-22, con el conjunto andorrano promedia 4,8 puntos y 3,5 rebotes en la ACB. y tiene experiencia en competiciones europeas:  y 68 en Eurocup.
El 2 de agosto de 2022, firma por el Lenovo Tenerife de la liga ACB de España.
El 7 de julio de 2023, firma por el UCAM Murcia CB de la liga ACB de España.